# Cyprian Regner

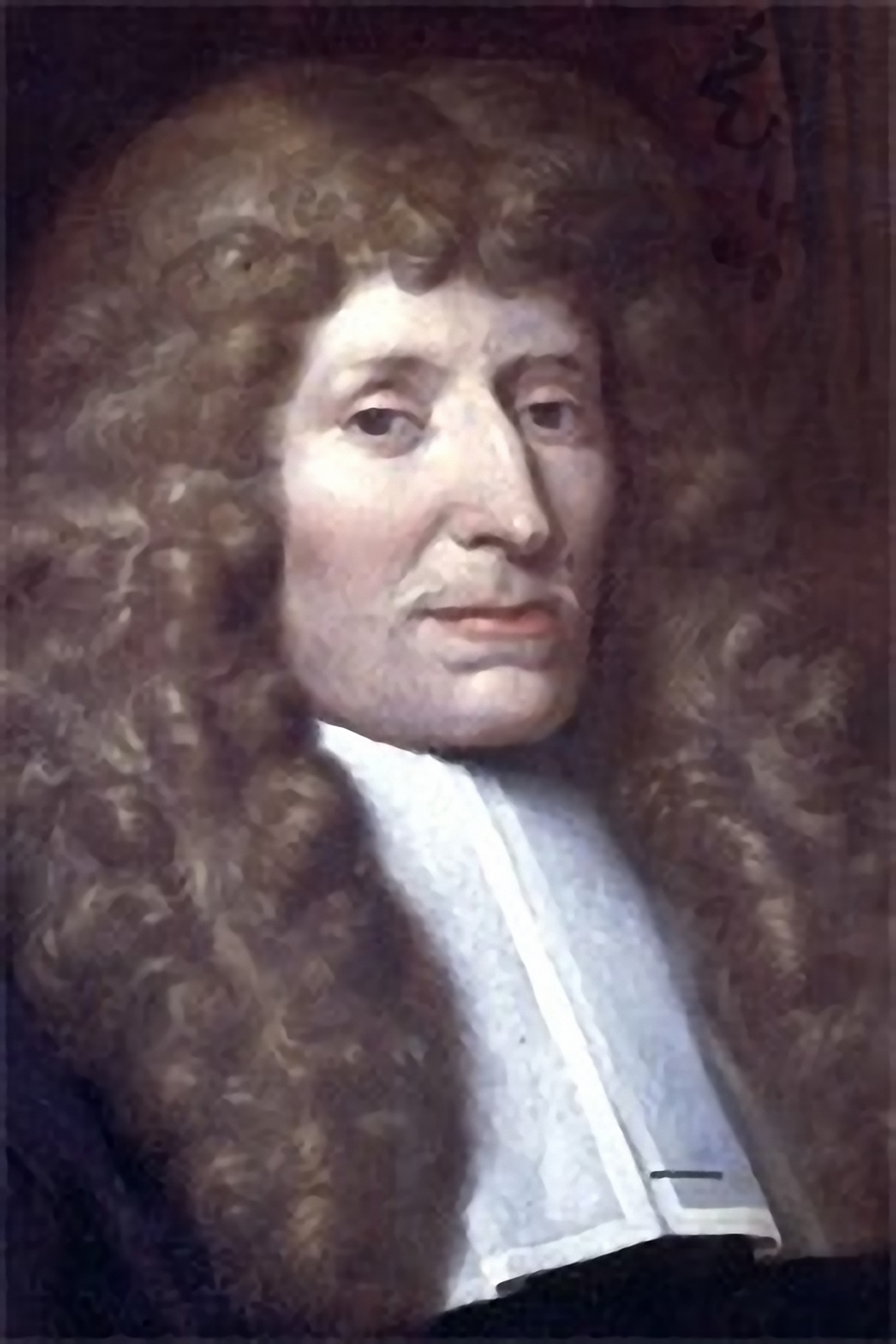
Cyprian Regner

Cyprian Regner (auch: Cyprianus Regnerus van Oostringa, Cyprianus Regneri ab Oosterga; * 1614 in Friesland; † 25. Oktober 1687 in Utrecht) war ein niederländischer Jurist.

## Leben
Regner, der später seinen Zunamen van Oosterga oder van Oostringa angenommen hatte, wurde vermutlich in Ostfriesland geboren. Später erhielt sein Vater eine Stelle als Turmwächter in Zwolle, wo er die Lateinschule der Stadt besuchte. Daher rühmte er sich später vor anderen Leuten, dass er von hohem Geschlecht abstammte. Seine ersten Studien absolvierte er an der Universität Groningen. Am 14. Mai 1632 immatrikulierte er sich als Cyprianus Regneri Zwollanus an der Universität Leiden, wo er seine rechtswissenschaftlichen Studien bei Petrus Cunaeus (1586–1638) absolvierte.
1634 erwarb er mit der Abhandlung D. de rebus creditis den akademischen Grad eines Doktors der Rechte. Danach betätigte er sich als Privatdozent in Leiden und trat mit einigen polemischen juristischen Abhandlungen gegen die Leidener Professoren Jacobus Maestertius (1610–1658) und Claudius Salmasius (1588–1653) in Erscheinung. In jenen Auseinandersetzungen wies er darauf hin, dass das römische Recht mit dem göttlichen Recht in Vereinbarung zu bringen sei und wies auf die Ungereimtheiten des römischen Rechts hin.
Nachdem Bernardus Schotanus aus Utrecht weggegangen war, wurde er am 3. März 1641 an die Universität Utrecht berufen und trat am 19. März 1641 die Professur der Instituten an. Nachdem er 1644 auch Professor der Pandekten geworden war, rückte er am 5. April 1670 bis zur obersten Professur auf. Er beteiligte sich auch an den organisatorischen Aufgaben der Utrechter Hochschule und wurde 1651, 1658, 1669 sowie 1677 Rektor der Alma Mater. Seine vielfältigen Arbeiten betreffen das niederländische Recht, das Lehn und Kanonische Recht.

## Werke (Auswahl)
- Demonstratio Logicae verae juridica, variis canonibus et exemplis ad usum illustrata. Leiden u. Utrecht 1638.
- Sententia incerti Auctoris de vi ac potestate, quam Juris Gentium conventiones ad obligandum habent jure Populi Romani; cum confutatione novae cujusdam circa eundem articulum opinionis. Leiden 1640.
- Disputatio adversus defensam opinionem Jacobi Maestertii, J.C. de vi ac potestate, quam Juris Gentium conventiones ad obligandum habent jure populi Romani. Leiden 1640.
- Propempticon ad nobilissimum, eruditissimumque D. Salmasium. Leiden 1640.
- Epistola, quâ breviter demonstratur in Mutuo alienationem fieri, et Usucapionem injustum esse modum acquirendi. Utrecht 1645.
- De injustitiâ Legum quarundam Romanarum; simul cum Apologiâ pro Manibus Petri Cunaei, J.U. Doctoris. Leiden 1647.
- Censura Belgica, sive novae Notae et animadversiones in libros quatuor Institutionum Imper. Justin.; quibus singuli paragraphi, cum ex Legibus Romanis, tum ex Jure Divino, Canonico, Philosophia Morali, rebus judicatis, communi D.D. opinione, Historicis, Antiquariis, Moribus Belgii, et Moribus generalioribus Christianorum confirmantur, confutantur, et illustrantur. His, ob connexionem causae, accedunt ejusdem Auctoris Disputationes. Juridicae ad singulos fere §§. Institut. Justinian. excultae ut supra. Utrecht. 1648.
- Methodus Feudorum Everardi Bronchorsti, notis illustrata. Utrecht 1652.
- Censura Belgica, sive Notae et animadversiones, quibus omnes et singulae Leges, quae in prioribus XXV libris Pandectarum continentur, Moribus praecipue Belgii, Authoribus confirmantur, illustrantur, refutantur. Accedunt Disputationes Juridicae in easdem Leges. Utrecht 1661.
- Censura Belgica, seu Notae et animadversiones, quibus omnes et singulae Leges, quae in posterioribus XXV libris Pandectarum continentur, confirmantur, illustrantur, refutantur Accedunt Disputationes Juridicae in easdem Leges. Utrecht 1665.
- Commentaria et animadversiones, quibus omnes et singulae Leges. quae, XII libris Codicis continentur. confirmantur, illustrantur, refutantur. Accedunt Disputationes juridicae (38) in easdem Leges. Utrecht 1666
- Censura Belgica, sive Notae et animadversiones, quibus omnes et singalae Novellae Justiniani Imp., et Consuetudines Feudorum confirmantur, illustrantur, refutantur. Utrecht 1669.
- Epistola Cypriani ad Matth. de Vicq, vóór Tractat. de Avaritiis Quirini Westsen. Amsterdam 1692.

## Weblink
- Catalogus Professorum Academiae Rheno-Traiectinae

| Personendaten    | Personendaten                                                     |
| ---------------- | ----------------------------------------------------------------- |
| NAME             | Regner, Cyprian                                                   |
| ALTERNATIVNAMEN  | Regnerus van Oostringa, Cyprianus; Regneri ab Oosterga, Cyprianus |
| KURZBESCHREIBUNG | niederländischer Jurist                                           |
| GEBURTSDATUM     | 1614                                                              |
| GEBURTSORT       | Friesland                                                         |
| STERBEDATUM      | 25. Oktober 1687                                                  |
| STERBEORT        | Utrecht                                                           |